# Ruby許可證
Ruby许可证（Ruby License）是一个适用于Ruby编程语言的自由和开源许可证，也可用于其他项目。它包含一个双重许可条款，符合其条款的软件可以根据Ruby许可证本身的条款或GNU通用公共许可证v2或BSD许可证（取决于所使用的Ruby许可证的版本）进行分发。由于存在双重许可条款，该许可通常被视为自由软件许可。